# Церква Покрови Пресвятої Богородиці (Маркова)
Церква Покрови Пресвятої Богородиці в Марковій — парафія і храм греко-католицької громади Монастириського деканату Бучацької єпархії Української греко-католицької церкви в селі Маркова Чортківського району Тернопільської области.

## Історія церкви
Парафія була утворена у 1992 році, а храм збудовано в 1993 році. Архітектором став О. Гусак. Жертводавцями були жителі сіл Маркова та Завалівка, а також українська діаспора з Канади, США та Великої Британії. Храм освятив о. Іван Ворончак.
При парафії діють такі спільноти:
- Братство «Апостольство молитви».
- Спільнота «Матері в молитві».
- Вівтарна дружина.

На території села розташовані капличка, фігура Матері Божої, хрести парафіяльного значення, а також недіючий римо-католицький костел.

## Парохи
- о. Іван Ворончак (1992—1994),
- о. С. Мальований,
- о. А. Вербовий,
- о. В. Дзейло,
- о. Я. Пилипів,
- о. П. Гудима,
- о. А. Прокопів,
- о. Р. Ковальчук,
- о. Руслан Ковальчук (з 28 вересня 2012)